# Українська стратегія Гройсмана
Українська Стратегія Гройсмана — українська політична партія, заснована як «Вінницька Європейська Стратегія» 30 січня 2015 року. 7 червня 2019 року відбувся перший черговий з'їзд.

## Історія

### Вінницька Європейська Стратегія
Партію засновано у січні 2015 року. Тоді вона носила назву «Народна трибуна». Її першим керівником став Андрій Смолянінов.
У серпні 2015 року партію перейменували на ПП «Вінницька європейська стратегія» (ВЄС).
Значна частина депутатів Вінницької міської ради, обраних у 2010 році, які потім представляли «Вінницьку європейську стратегію», були обрані від іншої партії — «Совість України» (від неї на другий мерський строк обрали й самого Гройсмана), при цьому серед них були прогульники.
На місцевих виборах 2015 року партія завела до Вінницької міськради 20 своїх представників (зокрема мандат отримав і батько Гройсмана). У Вінницькій міській раді 7-го скликання депутати ВЄС сформували коаліцію з представниками Блоку Петра Порошенка «Солідарність». Мером Вінниці також став представник ВЄС, соратник Гройсмана Сергій Моргунов.
З 2016 по 2019 року партія носила назву «Українська стратегія». Партію очолив секретар Вінницької міської ради Павло Яблонський, обраний депутатом від тоді ще «Вінницької європейської стратегії».

### Українська стратегія Гройсмана
У червні 2019 року партію перейменовано на «Українська стратегія Гройсмана», а керівником став Володимир Гройсман — прем'єр-міністр України за каденції президента Петра Порошенка.
У липні 2019 року на позачергових виборах до Верховної Ради партія висунула 63 кандидатів у виборчих списках, жоден з яких у Раду не пройшов. Сам Володимир Гройсман балотувався до Верховної Ради під номером 1 у списку партії. Загалом партія посіла лише дев'яте місце з результатом 2,41 % (352 934 голоси виборців). Найбільше голосів за партію віддали на малій батьківщині Володимира Гройсмана — у Вінницькій області. Там вона з результатом 15,39 % поступилася лише «Слузі народу» (37,91 %).
У вересні 2020-го на форумі партії представили 54 кандидатів в депутати до Вінницької міської ради, 49 кандидатів на посади голів об'єднаних територіальних громад та 84 кандидати в депутати до Вінницької обласної ради.
На місцевих виборах 2020 року УСГ здобула абсолютну більшість у Вінницькій міській раді з 34 з 54 місць, а також перемогла на регіональному рівні, здобувши 40 з 84 місць у Вінницькій обласній раді.

## Перша десятка партії
Перша десятка партії на парламентських виборах 2019 року:
- Гройсман Володимир
- Лілія Гриневич
- Джапарова Еміне
- Саєнко Олександр
- Нищук Євген
- Марченко Сергій
- Петренко Павло
- Тетерук Андрій
- Яблонський Павло
- Єленський Віктор